# Pachmarhi Cantonment
Pachmarhi Cantonment è una suddivisione dell'India, classificata come cantonment board, di 11.374 abitanti, situata nel distretto di Hoshangabad, nello stato federato del Madhya Pradesh. In base al numero di abitanti la città rientra nella classe IV (da 10.000 a 19.999 persone).

## Geografia fisica
La città è situata a 22° 28' 0 N e 78° 25' 60 E e ha un'altitudine di 1.045 m s.l.m..

## Società

### Evoluzione demografica
Al censimento del 2001 la popolazione di Pachmarhi Cantonment assommava a 11.374 persone, delle quali 6.418 maschi e 4.956 femmine. I bambini di età inferiore o uguale ai sei anni assommavano a 1.414, dei quali 743 maschi e 671 femmine. Infine, coloro che erano in grado di saper almeno leggere e scrivere erano 8.557, dei quali 5.264 maschi e 3.293 femmine.